# Елисеев, Пётр Елисеевич
Пётр Елисеевич Елисеев (1776—1825) — основатель купеческого рода Елисеевых.

## Биография
Родом из деревни Новосёлки Ярославского уезда Ярославской губернии. Предки купцов Елисеевых не были крепостными крестьянами, а находились на положении экономических крестьян, считающихся свободными людьми, платившими подати государству. Таким образом, до сих пор бытующая легенда о происхождении Елисеевых из шереметевских крепостных, объясняется близким соседством земель графа Николая Петровича Шереметева. Отец Петра Елисеевича — Елисей Семёнов, мать — Пелагея Яковлева, имел двух братьев: Игнатия и Василия.

Пётр Елисеевич переселился в Петербург в 1813 году в возрасте 37 лет и перевёз свою семью — жену и трёх сыновей: Сергея, Григория и Степана. В документах значился «казённым поселянином Петром Елисеевым сыном». Пётр Елисеевич открыл в Санкт-Петербурге лавку на Невском проспекте в доме купца Котомина, также уроженца Ярославской губернии. В этом же доме жила вся семья. В Петербурге обитало великое множество выходцев из Ярославщины, которые справедливо пользовались славой людей предприимчивых и изобретательных:
…народ нежный, деликатный, не марающий своих круглых лиц ни извёсткою, ни каменной пылью, ни сапожным варом, а народ промышленный, который вам и карася оборотит в порося, и на воде не утонет, и в огне не сгорит, на обухе рожь смолотит, шилом патоку заварит. Какое бы поприще ни избрал себе ярославец, чем бы он ни занимался, всегда найдёте вы разницу между им и прочими обитателями 52-х губерний… Это народ смирный, трудолюбивый и в трезвом состоянии всё переносящий со стоическим хладнокровием, особливо когда дел касается личных выгод.Василий Васильевич Толбин
В лавке Елисеевых шла торговля иностранными винами и «колониальными товарами». Именно 1813 год — год организации торговой лавки, являлся расчётным для празднования юбилеев основания Торгового дома Елисеевых. Товары привозили из-за границы на кораблях, поэтому Елисеевы с самого начала своей торговой деятельности были связаны с портом на стрелке Васильевского острова.
К концу 1818 года Пётр Елисеевич скопил капитал, достаточный для вступления в купеческое сословие по 3-й гильдии. Записался, отмечая добрую память отца, Елисея Семёновича, как Елисеев.
В 1820 году у Петра Елисеевича и Марии Гавриловны Елисеевых родилась дочь Наталья.
В 1821 году Пётр Елисеев снял помещение на территории Санкт-Петербургской таможни для хранения привозных товаров. В 1824 году он открывает ещё одну лавку — на Биржевой линии Васильевского острова, вблизи от порта. С этого времени на Васильевском острове постепенно сложилось елисеевское «семейное гнездо», просуществовавшее вплоть до 1917 года.
Пётр Елисеевич скончался 10 апреля 1825 года в Санкт-Петербурге в возрасте 50 лет. Был похоронен на Большеохтинском кладбище, которое впоследствии стало местом последнего упокоения многих представителей купеческого рода Елисеевых.